# Félix Guattari
Félix Guattari (ur. 30 kwietnia 1930, zm. 29 sierpnia 1992) – francuski psychoterapeuta i filozof. Współtwórca (wraz z Gilles'em Deleuze) pojęcia "schizoanaliza" i jednego ze znaczeń terminu "ekozofia".
Sławę przyniosła mu współpraca z Gilles’em Deleuze, autorem dwóch tomów francuskiego dzieła, przetłumaczonego na angielski: "Capitalisme et schizophrénie": "Anty-Edyp" (1972) i "Tysiąc plateau" (1980), wydane w j. polskim odpowiednio w 2017 i w 2015 roku.

## Życiorys
Guattari urodził się w Villeneuve-les-Sablons, gminie robotniczej na północnym zachodzie Paryża. Był szkolony i badany przez psychoanalityka Jacques’a Lacana w pierwszej połowie lat pięćdziesiątych XX wieku.
Następnie, pracował w klinice psychiatrii doświadczalnej La Borde pod kierownictwem ucznia Lacana, psychiatry Jeana Ouryego.
W późniejszym czasie, Guattari twierdził, że psychoanaliza jest "najlepszym kapitalistycznym narkotykiem" ze względu na to, że pragnienie jest tu ograniczone do kozetki; pragnienie w psychoanalizie Lacana jest energią tak ukonstytuowaną, że po uwolnieniu jej może przekształcić się w coś zupełnie innego.
Prowadził nadal swoje badania we współpracy w prywatnej klinice Jeana Ouryego La Borde w Cour-Cheverny, w jednym z głównych ośrodków zakładowej psychoterapii na ówczesne czasy. Klinika La Borde była miejscem spotkań i rozmów wielu studentów filozofii, psychologii, etnologii i pracy socjalnej, a dla Guattariego była najważniejszym zajęciem do jego śmierci w 1992 roku, gdy zmarł na zawał serca.

## Praca zawodowa
Nowatorskie podejście opracowane w La Borde polegało na zawieszeniu podejścia klasycznego, gdzie indywidualny pacjent był w centrum zainteresowania oraz porzuceniu binaryzmu "analityk-analizowany", na korzyść otwartej konfrontacji w terapii w grupach. Był to praktyczny przyczynek do terapii grupowej i do badań nad dynamiką wielości podmiotów w złożonych stosunkach społecznościowych [interakcjach grupowych], który abstrahował od Freudowskiej szkoły psychoanalitycznej, a pozwalał skierować się na szersze horyzonty filozoficznych dociekań i politycznych zainteresowań z najszerszym z możliwych wachlarzem dziedzin (filozofii, etnologii, lingwistyki, architektury, etc.) w celu lepszego określenia orientacji, zniesienia ograniczeń i zwiększenia efektywności praktyki psychiatrycznej.

## Tłumaczenia na polski
- Chaosmoza, przeł. Michał Gusin, Warszawa, Fundacja Augusta hr. Cieszkowskiego, 2024.[5]
- Co to jest filozofia? (wraz z Gillesem Deleuzem), przeł. Paweł Pieniążek, "Słowo/Obraz Terytoria", 2000.
- Kafka. Ku literaturze mniejszej, (wraz z Gillesem Deleuzem), przeł. Anna Zofia Jaksender, Kajetan Maria Jaksender, Kraków, Wydawnictwo Eperons-Ostrogi, 2016.[6]

Kapitalizm i schizofrenia, dwa tomy: 
- Anty-Edyp. Kapitalizm i schizofrenia, (wraz z Gillesem Deleuzem), przeł. Tomasz Kaszubski, Warszawa, Wydawnictwo Krytyki Politycznej, 2017.[7]
- Tysiąc plateau, (wraz z Gillesem Deleuzem), red. merytoryczna Joanna Bednarek, tekst przedm. Michał Herer, Warszawa, Fundacja Nowej Kultury Bęc Zmiana, 2015.